# ジョン・ピックラー
ジョン・アルフレッド・ピックラー(英語: John Alfred Pickler, 1844年1月24日 - 1910年6月13日)は、アメリカ合衆国の政治家、弁護士、共和党員。サウスダコタ州初のアメリカ合衆国下院議員であり、1897年に引退するまで5期10年に渡って議員を務めた。メソジスト監督教会の信者である。
妻アリス・メアリー・ピックラーとともに、サウスダコタ州における女性参政権運動において中心的な役割を果たした人物である。準州下院議員時代には、ギルバード・ピアス準州知事によって廃案にされたものの、女性参政権を付与する法案を提出した。

## 経歴・人物
1844年1月24日、ピックラーはインディアナ州セーラムで生まれ、アイオワ州デイビス郡モントレーで生まれ育った。アイオワ州ブルームフィールドの高校を卒業後、第3アイオワ騎兵連隊D中隊に所属し、南北戦争に北軍として参加した。D中隊の隊長まで昇進するが、21歳で有色歩兵第1308連隊の少佐となり、ジョージア州アトランタで数ヶ月の間、連隊を率いて転戦した。この時、少佐(Major)に昇進したことから、退役後もピックラー少佐(Major Pickler)と呼ばれるようになった。アイオワ騎兵連隊には、後に第18代内務長官を務めたジョン・W・ノーブルも所属しており、ピックラーは戦友として親交を深めた。
1870年11月16日にアイオワ大学在学中に知り合ったアリス・メアリー・メルトと結婚。1870年にアイオワ大学で哲学の学士号を取得した後、1871年にシカゴ大学ロースクールに入学し、翌年ミシガン大学ロースクールを卒業した。弁護士資格を取得すると、ミズーリ州アデア郡カークスビルにホフマン・ピックラー・ブラウン法律事務所を設立し、弁護士として活動した。アデール郡の地方検事やジェームズ・ガーフィールドの大統領選挙の選挙人を歴任し、1881年にはアイオワ州下院議員に選出された。
1883年にはダコタ準州フォーク郡に入植し、フォークトンの町を開拓した。ピックラーはフォークトンで土地事務所を開業し、周辺の開拓地の不動産登記業務を引き受けることで生計を立てていた。そして、入植から1年後の1884年には、サウスダコタ準州下院議員選挙に出馬し、当選を果たした。1885年、ピックラーは準州の女性に完全な参政権を与える法案を下院に提出し、両院で成立するも、ギルバード・ピアス準州知事によって拒否権を行使され、制定には至らなかった。
1989年3月、ベンジャミン・ハリソンの大統領就任式に出席するためにワシントンを訪れた際、かつての戦友のノーブルと再会した。ノーブルは当時ハリソン政権で内務長官を務めており、その縁もあってピックラーは土地検査官に任命され、オクラホマ州で開拓地の管理業務を行った。
サウスダコタ州が州に昇格した1889年、同州初の下院議員選挙が行われ、共和党から出馬したピックラーが全州選挙区シートAで当選を果たした。以後、4選を果たし、1897年まで下院議員を務めた。下院議員時代には、公有地委員会、インディアン問題委員会、傷病軍人年金委員会、乾燥地灌漑委員会、酒類販売に関する特別委員会の委員を務め、第55議会では傷病軍人年金委員会の委員長を務めている。また、ピックラーは女性参政権を支持していたものの、ピックラーの所属する共和党は女性参政権を支持していなかった。そのため、1890年共和党大会では女性参政権運動家に対する冷遇が見られた。同大会では妻アリス・ピックラーやスーザン・B・アンソニー、ヘンリー・ブラックウェル、アンナ・ハワード・ショーらの女性参政権の運動家が大会での演説を企画していた。当初は空席がないと断られたが、会場の様子もわからないような後方10席が与えられた。また、大会中での演説には許可がおりず、演説は大会閉会後に行われた。そのため、演説を聞いていた観衆は議場に残った数人の男性のみであった。
1896年、ピックラーは下院議員選挙への不出馬と上院議員選挙への出馬を表明した。共和党からの指名を獲得した。しかし、州内での共和党の支持が低下しており、共和党員の当選は厳しいと考えられていたため、ピックラーは自身に投票する代わりに、関税政策や金融政策で共和党に近かった人民党のジェームズ・H・カイルに投票するようサウスダコタ州共和党に促した。選挙ではカイルが無事に当選を果たし、上院議員に就任した。なお、カイルは人民党が解散後、共和党に入党している。
上院議員選挙落選をきっかけに政界を離れたピックラーは弁護士活動を再開させ、フォーク郡の不動産売買で成功を収めた。

## ピックラー邸
1984年、ピックラーはフォークトンに邸宅を建て、妻のアリスとその間に生まれた4人の子供達とともに暮らしていた。邸宅は複数回の改装を繰り返した後、1894年に完成した。ピックラー夫妻は女性参政権運動で指導的立場を果たしていたため、セオドア・ルーズベルトやスーザン・アンソニーなどの政治家がピックラー邸を訪れていたとされる。ピックラー邸は1958年から1987年までの長い間空き家であったが、現在はフォーク郡歴史協会が所有しており、その一部が復元されている。